# Açorda à alentejana

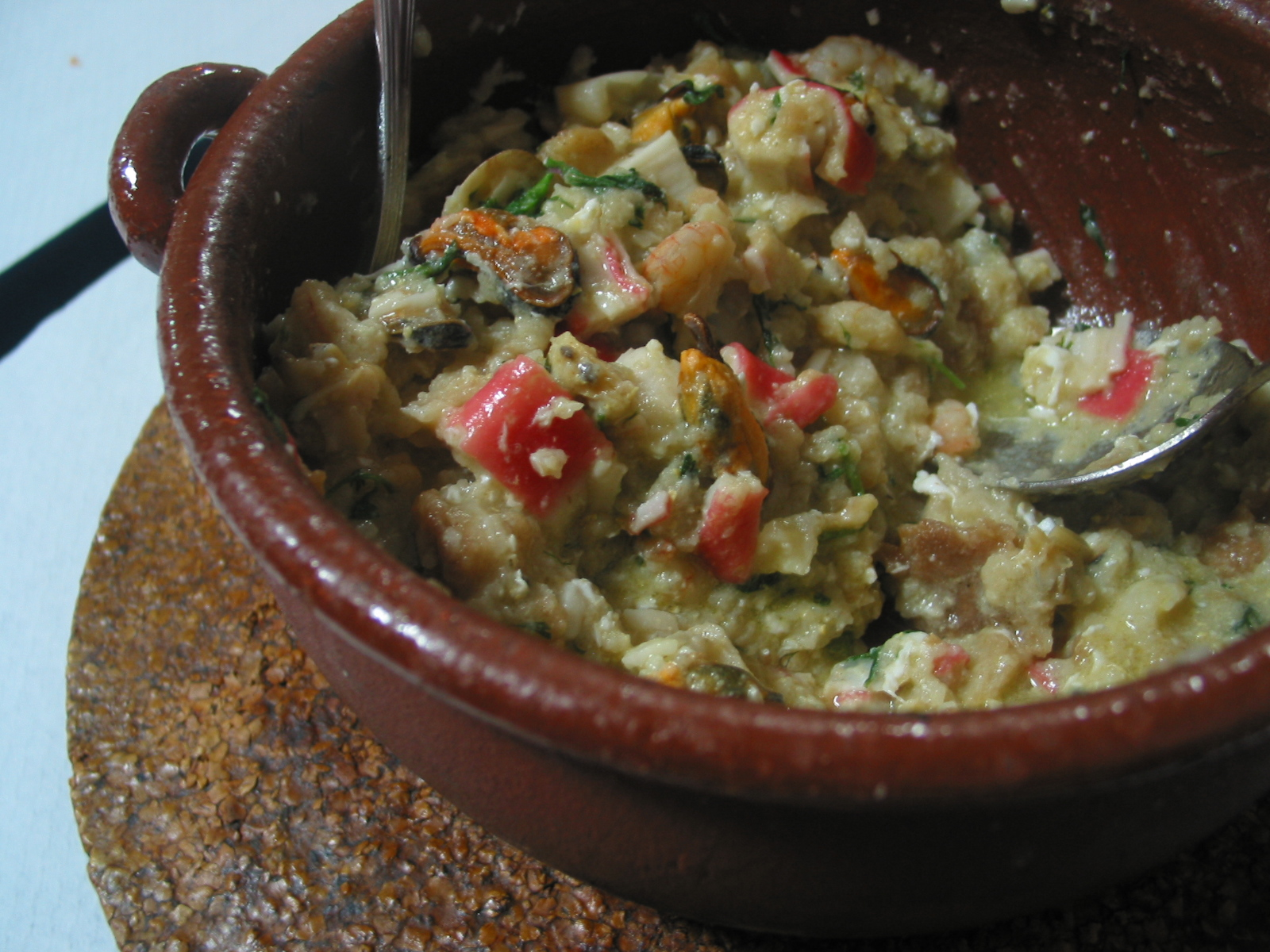
Açorda de marisco.

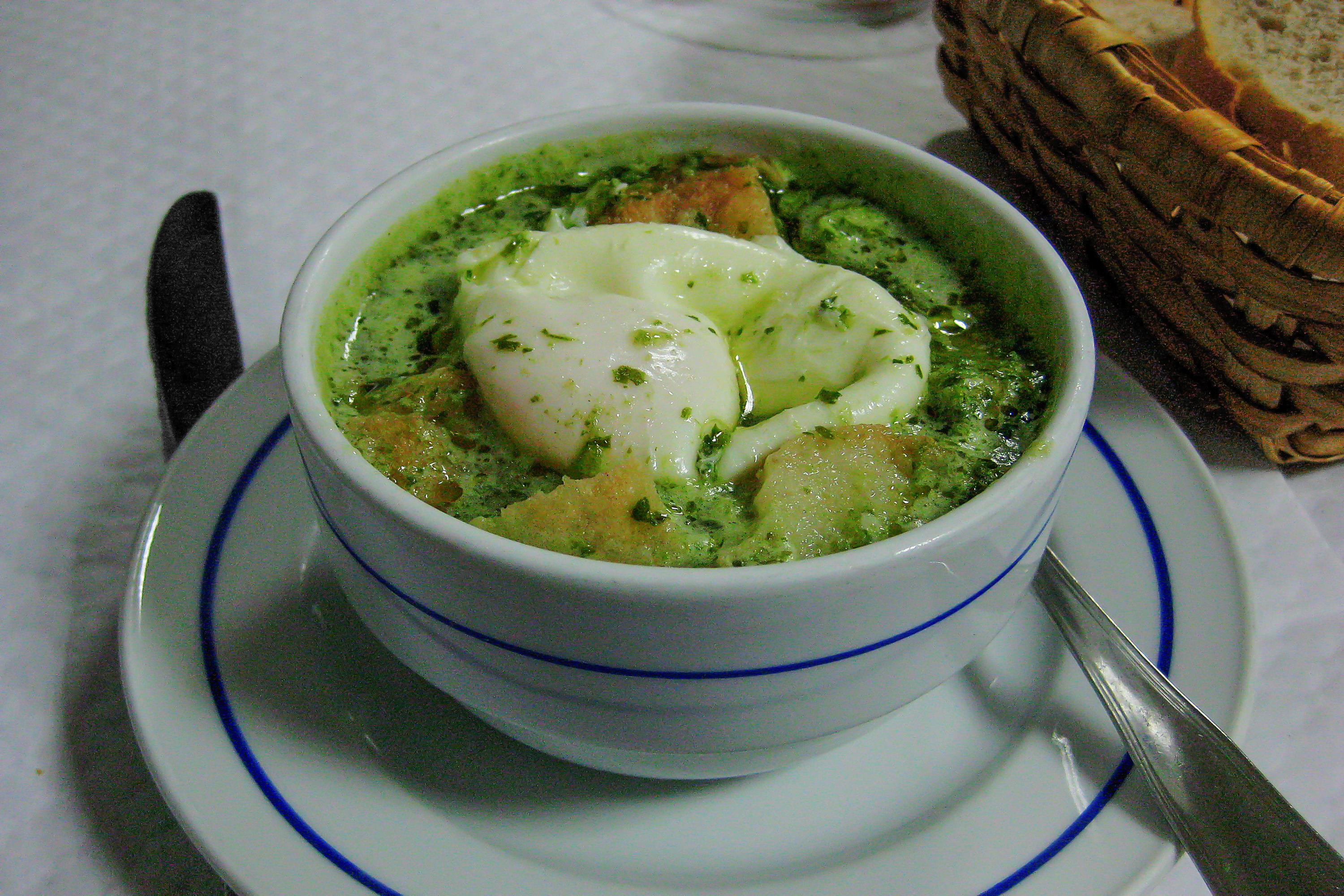
Açorda à Alentejana.

La açorda à alentejana es una sopa muy popular de la cocina portuguesa, originaria del Alentejo. Se trata de un plato de origen muy humilde realizado con pan duro en rebanadas, ajo, abundante cilantro y aceite de oliva. Se elabora machacando en un mortero el ajo, el cilantro y otras hierbas aromáticas que se deseen añadir y la sal; todo ello se riega con aceite de oliva y se revuelve bien. A continuación se agrega a esta mezcla agua hirviendo y por último las rebanadas de pan duro, revolviendo todo bien. Finalmente se le suelen añadir unos huevos escalfados previamente en el agua hirviendo. Algunas veces se puede añadir sardina y/o bacalao.

## Historia
Según la tradición, el origen de la açorda se remonta a la época de la ocupación árabe, de ahí que se la denominara (ath thurda): un plato básico que se obtiene desintegrando el pan en un caldo aromatizado al que se le añade aceite. La preparación acompañó a los árabes durante muchos siglos y de hecho existen testimonios de ella en esta parte del imperio árabe de la época, en el periodo comprendido entre los siglos VIII y XIII. Es un plato apto hasta para las mesas más pobres, mientras que - pudiendo disponer de condimentos y platos más ricos - incluso en la mesa más noble se podría servir sin desfigurar.